# Синельников, Николай Николаевич
Никола́й Никола́евич Сине́льников (31 января [12 февраля] 1855, Харьков — 19 апреля 1939, там же) — русский и советский режиссёр, актёр, театральный деятель, Народный артист РСФСР (1934). Отец кардиолога С. Н. Синельникова и прапрадед терапевта и кардиоревматолога И. В. Егорова.

## Биография
Родился в семье учителя. В 1873 году был принят в хор, а в 1874 году — в труппу театра Н. Н. Дюкова, в Харькове, где проработал до 1875 года. 4 января 1874 года исполнил первую драматическую роль — лакея Мишки в водевиле Ленского «Простушка и воспитанная». Работал в Житомире (1875—1877) в антрепризе Андреева-Биязи, где впервые сыграл Пикилло («Птички певчие» Ж. Оффенбаха) — впоследствии сыграл эту роль более 200 раз в различных городах. Затем работал в Николаеве (1877—1878), где выступал в амплуа премьера, Ставрополе (1878—1880), Владикавказе (1880—1881), других городах русской провинции. В 1881—1884 годах выступал в антрепризе П. М. Медведева в Казани, там же начал режиссёрскую работу постановкой в 1882 году пьесы «Дикарка» А. Н. Островского и Н. Я. Соловьёва.
Роли: Молчалин; Лаэрт («Гамлет»), Вово («Плоды просвещения»). Особенно славился Синельников в этот период как актёр оперетты. Легко, изящно, весело играл он роли Питу («Дочь мадам Анго» Лекока), Пикилло и Париса («Птички певчие» и «Прекрасная Елена» Оффенбаха).
Проработав ещё на нескольких провинциальных сценах в разных городах, в 1886 году вместе с М. М. Бородаем и Е. А. Неделиным организовывает актёрское товарищество сначала в Воронеже, затем в Харькове. В 1889—1891 работает в Москве в частных театрах Е. Н. Горевой и М. М. Абрамовой; в 1891—1894 возглавляет товарищество на паях в Новочеркасске, где под его руководством впервые выступила на профессиональной сцене В. Ф. Комиссаржевская, чей дебют состоялся 19 сентября 1893 в роли Альмы («Честь» Г. Зудермана).
Постановки Синельниковым Горя от ума Грибоедова, Плодов просвещения Л. Н. Толстого (впервые в провинции) выделялись на фоне обычных спектаклей провинциального театра крепким ансамблем и ярким воплощением образов. Синельников привлекал в свою труппу талантливых артистов, стремился к стабильности коллектива, старался создать творческую атмосферу на репетициях, регулярно давал бесплатные представления для учащихся и понедельничные спектакли по общедоступным ценам; ввел ряд революционных для провинциального театра новшеств: удлинил репетиционные сроки, отменил музыкальные антракты, упорядочил рекламу, стал перечислять актёров на афише по алфавиту, а не по рангу, разнообразил и наполнял смыслом мизансцену: «Я поставил себе задачу уничтожить непременное топтание действующих лиц на переднем плане у суфлёрской будки», — пишет Энциклопедия Кругосвет.
Синельников ставил на провинциальной сцене лучшие литературные произведения: «Горе от ума» Грибоедова, «Плоды просвещения» Л. Н. Толстого, «Макбет», «Отелло» и «Гамлет» У. Шекспира, «Марион Делорм» В. Гюго, «Дядя Ваня» А. П. Чехова — самая первая постановка, 1897, Ростов-на-Дону. Однако материальные затраты оказались слишком велики. И Синельников подписал десятилетний контракт на 1900—1909 гг. с Ф. А. Коршем на руководство его московским театром. Спектакли того периода: «Сирано де Бержерак» Э.Ростана (1900), «Буря» Шекспира (1901), «Дети Ванюшина» С. А. Найдёнова (1901), «Каменотесы» Зудермана (1905), «Лес» А. Н. Островского, «Коварство и любовь» Фр. Шиллера, «Веер леди Уиндермир» О. Уайльда, «Пробуждение весны» Ф. Ведекинда (все 1907) и др. Отработав по контракту и отвергнув предложения А. И. Южина перейти в Малый театр и В. А. Теляковского — в Александринский театр, возвращается в Харьков. А пока там ремонтировался театр (1909—1910), ставил спектакли в Одессе, в антрепризе М. Ф. Багрова, где среди прочих спектаклей особо удачной считается постановка «Снегурочки». Вернувшись в Харьков, он все силы и талант отдает режиссёрской работе, попутно в 1913 году создав филиал в Киеве в арендованном здании театра Соловцова. Харьковский театр очень скоро стал центром провинциальной культуры, нисколько не уступающим столичным императорским театрам московскому Малому и питерской Александринке.
С Синельниковым работали актёры: С. Л. Кузнецов, М. М. Тарханов, И. Н. Певцов, Е. И. Тиме, Е. А. Полевицкая, А. А. Баров, А. Э. Блюменталь-Тамарин, М. М. Блюменталь-Тамарина, Е. М. Шатрова, Н. М. Радин, В. Ф. Комиссаржевская, А. А. Остужев, Л. М. Леонидов, М. М. Климов, Б. А. Горин-Горяинов, К. А. Зубов, Б. Я. Петкер, Н. А. Светловидов, Д. Н. Орлов, М. Д. Синельникова, Т. И. Пельтцер, А. М. Кречетов, А. Е. Долинин.
Артист Георгий Бахтаров вспоминал в мемуарной книге «Записки актёра. Гении и подлецы», издательство «ОЛМА-ПРЕСС», 2002:
Синельников был человеком требовательным. Он славился своими сильными труппами и знаменитыми гастролёрами. Если он видел, что ошибся в актёре, и тот безвозвратно испорчен, то призывал его в кабинет и говорил: «Я ошибся в вас. Моя вина. Получите деньги, причитающиеся вам до конца сезона, в кассе. Вы свободны»
.
На глазах антрепренёра разворачивался роман между актёрами Еленой Шатровой, бывшей в то время его невесткой, женой старшего сына, и Н. М. Радиным, в результате которого невестка покинула его сына, и тем не менее Синельников не предъявлял к новой актёрской семье никаких личных счетов. Оба Синельниковых — и отец, и сын — выказали настоящее духовное благородство и интеллигентность.
Через много лет Елена Митрофановна Шатрова в книге воспоминаний «Жизнь моя — театр» (М., 1975) писала о творческой манере Синельникова, сравнивая с режиссёром Б. Равенских:
На репетициях «Власти тьмы» я часто вспоминала Н. Н. Синельникова. Почему? Что общего между Равенских и моим учителем? Синельников показывал результат. Равенских объяснял, какими путями прийти к желаемому результату. Но когда Синельников показывал, как нужно сделать, я удивлялась, восхищалась показанным и соображала: «Как Синельников это сделал? Что он передумал?» И делала так, как нужно. Равенских подводил актёров к тому, что и как нужно сделать. Результат получался неожиданный, но между тем — подчинённый железной логике, общей мысли спектакля, так же как в синельниковских работах. Я не удержалась, сказала Борису Ивановичу, что он напоминает мне моего учителя. Равенских о Синельникове знал мало и польщен, по-моему, не был.

После революции 1917 года и всеобщей национализации Синельников был оставлен руководить Харьковским театром до 1925 года, когда труппа была расформирована. Впоследствии он работал ещё в нескольких провинциальных театрах других городов, в частности, зимний сезон 1926/1927 годов во вновь созданном Русском театре в Махачкале, в Саратовском театре поставил «Женитьбу Фигаро» (сезон 1927/28) и «Город ветров» Киршона (сезон 1929/30). В 1933 году был назначен режиссёром в только что созданный Харьковский русский драматический театр, в котором осуществил постановки: «Горе от ума» (1934), «Таланты и поклонники» (1935), «Без вины виноватые» (1936), «На дне» (1937). Снялся в фильме «Путь в Дамаск» (1927).
Преподавал в Харьковском театральном училище. Автор книги воспоминаний.
Николай Николаевич Синельников скончался в Харькове 19 апреля 1939 года.